# ガエル・フィクー
ガエル・フィクー（Gael Fickou、1994年3月26日 - ）は、トップ14ラシン92に所属するラグビー選手。

## プロフィール
- フランス・ラ・セーヌ＝シュル＝メール出身。
- ポジションはセンター(CTB)。
- 身長 190cm、体重 100kg
- U20フランス代表に選ばれたことがある[1]。
- フランス代表キャップは63（2021年4月現在）でワールドカップ2015・2019のフランス代表に選ばれた[2]。

## 略歴
トゥールーズを経て、2018年、スタッド・フランセ・パリに加入。 
2021年、ラシン92に加入。